# Reductie van Groningen
Met de Reductie van Groningen wordt gedoeld op de capitulatie van stad Groningen voor het leger van Maurits, graaf van Nassau, de latere prins van Oranje, en Willem Lodewijk van Nassau-Dillenburg op 22 juli 1594. Dit betekende het einde van de Spaanse overheersing en tegelijk de aansluiting van de stad bij de Republiek, waarbij de stad werd samengevoegd met de Ommelanden. Het woord reductie komt uit het Latijn (reductio) en betekent het terugbrengen, dus de terugkeer naar de Republiek. Het feitelijke beleg van Groningen duurde maar twee maanden, maar daaraan vooraf ging een periode van ruim vijf jaar waarin alle toegangswegen tot de stad een voor een werden ingenomen.
De reductie vormde de feitelijke alteratie van stad en Ommelanden; de overgang naar het nieuwe protestantse bewind werd gevolgd door de onteigening van alle bezittingen van de rooms-katholieken.

## Achtergrond
De stad Groningen had zichzelf altijd als onafhankelijk beschouwd. De bisschop van Utrecht had lang gepretendeerd heer over de stad te zijn, maar had feitelijk nooit macht kunnen uitoefenen. De onafhankelijkheid van de stad was in het begin van de zestiende eeuw verloren gegaan toen de stad achtereenvolgens de graaf van Oost-Friesland, de hertog van Gelre en uiteindelijk keizer Karel V als heer moest erkennen. Bij die erkenning werden echter wel telkens de oude rechten van de stad uitdrukkelijk bevestigd.
Aanvankelijk zag de stad tijdens de Nederlandse Opstand mogelijkheden om haar rechten als vanouds te kunnen uitoefenen. Daarbij bleef de stad echter wel op haar hoede. Na de overwinning in de slag bij Heiligerlee verscheen Lodewijk van Nassau met zijn troepen voor de stad, maar hij werd niet binnengelaten.
De stad behoorde in 1576 wel tot de ondertekenaars van de Pacificatie van Gent. In de besprekingen die voorafgingen aan de Unie van Utrecht in 1579 kreeg de stad echter de indruk dat met name Willem van Oranje de oude rechten van de stad maar achterhaald vond. De stadhouder van de noordelijke gewesten, Rennenberg, had moeite partij te kiezen tussen de Opstand en koning Filips II van Spanje. In 1580 koos Rennenberg uiteindelijk voor Filips II, hetgeen in de Nederlandse geschiedschrijving wel is aangeduid als het Verraad van Rennenberg. Vanwege de opstelling van Willem van Oranje kostte het de stad toen echter weinig moeite om de stadhouder in die keuze te volgen.
Voor de Republiek ontstond daardoor een groot gevaar. Het gewest Friesland en de Groningse Ommelanden hadden zich volledig achter de Opstand geschaard, maar de strategische ligging van Groningen tastte de positie van de Republiek in het noorden ernstig aan. Toch durfde de Republiek niet zonder meer over te gaan tot een aanval op Groningen, omdat de stad als zeer sterke vesting bekendstond. Tussen het bestuur van de stad en de Staten-Generaal werden uitvoerige onderhandelingen gevoerd om een oplossing te bereiken. Raadpensionaris Johan van Oldebarneveldt was daarbij bereid om akkoord te gaan met een oplossing waarbij Groningen erkend zou worden als rijksstad onder de formele heerlijkheid van de hertog van Brunswijk en zelfs enige godsdienstvrijheid aan de katholieken toe te staan.
Met name de Friese stadhouder Willem Lodewijk van Nassau wilde niets weten van het weggeven van de soevereiniteit aan de hertog van Brunswijk. Een vrije stad zou ongetwijfeld trachten de oude rechten in de Ommelanden, die zich wel bij de Opstand hadden aangesloten, terug te winnen.

## Insluiting
In aanloop naar de belegering van Groningen woedde er een schansenoorlog in het noorden van het land. Zowel de Spanjaarden als de Staten-Generaal hadden vele schansen in de Ommelanden en Friesland laten aanleggen. Willem Lodewijk veroverde langzaam aan steeds meer schansen op de Spaansgezinde troepen, zoals in 1589 in de slag om de Zoutkamp. Tijdens Maurits' veldtocht van 1591 werden al plannen gemaakt om over te gaan tot een belegering van Groningen, maar toen werd de stad nog te sterk geacht. Dat jaar werd wel Delfzijl veroverd, Gronings belangrijkste doorvoerhaven. Het jaar erop werd Groningen afgesloten van Twente door het veroveren van Steenwijk en Coevorden. De Friezen drongen er in 1593 sterk op aan om Groningen te belegeren. De Staten-Generaal besloten echter anders en gingen over tot een belegering van Geertruidenberg. Als protest tegen deze keuze stuurden de Friezen hun vaandels later naar Geertruidenberg toe, om deel te nemen aan het beleg.
Willem-Lodewijk veroverde wel de hoogveengronden ten oosten van Groningen met de plaatsen Wedde, Winschoten en Slochteren, waardoor de stad ook afgesloten was van Duitsland. Hiervoor had Willem-Lodewijk twintig vaandels als ondersteuning gekregen van Maurits. Maurits had zelf Geertruidenberg veroverd, waarop de Friezen hoopten dat Maurits direct over zou gaan op een belegering van Groningen. Het omvangrijke Spaanse leger in het zuiden van de Republiek zorgde er echter voor dat het hoofdleger van Maurits dat gebied niet kon verlaten. Verdugo had een groter aantal versterkingen toegewezen gekregen dan Willem-Lodewijk, maar deze waren niet op tijd aanwezig om de Staatse opmars in het hoogveengebied te stuiten. Langs de enige weg naar Duitsland die door het hoogveengebied liep, liet Willem Lodewijk op een zandheuvel het fort Bourtange aanleggen. De stad Groningen was daarmee volledig afgesloten van zijn achterland. Stadhouder Herman van den Bergh stuurde hierop nog meer troepen naar Verdugo, maar onder meer door het late moment in het jaar, kon er geen aanval opgezet worden op het fort Bourtange. Omdat de situatie voor Groningen steeds slechter werd, besloot Verdugo in de winter van 1593 - 1594 Coevorden in te sluiten, om zo weer een verbinding met het zuiden te kunnen openen. Coevorden was echter goed voorzien van voedsel en kon standhouden. Onder de Spaansgezinde troepen vielen daarentegen vele doden door uitputting en onderkoeling. Uiteindelijk werd Verdugo door het leger van Maurits verdreven.

## Beleg
Na het ontzet van Coevorden verlieten de Staatse troepen op 19 mei deze stad, en sloegen op 22 mei hun kamp aan de zuidzijde van Groningen. De legerplaats was hoog gelegen tussen het Hoornse- en Schuitendiep. Maurits gaf opdracht deze stromen in te dammen, waardoor naastgelegen land onder water liep. Ook liet hij kanalen aanleggen om zijn geschut aan te voeren, en enkele schansen (waarvan enkele al verlaten waren) in te nemen welke in het omringende land lagen. Alleen de schans bij Aduarderzijl moest stormenderhand ingenomen worden. Nu kon het leger ook vanuit Friesland van aanvoer worden voorzien. Intussen werden de belegeraars gehinderd door regen en een uitval vanuit de stad. Op 3 juni was het geschut in stelling gebracht tegenover de Ooster- en Heerenpoort.
De verwachtingen bij de Staatsen waren verschillend. Waar sommigen een lange strijd verwachtten, was de krijgsraad positief gestemd en verwachtten zij een korte strijd, omdat de stad verlost wilde zijn van de insluiting. De Groningse burgerij bracht het stadsbestuur echter zo ver dat zij niet in onderhandeling gingen met Maurits over een verdrag. Er volgden twee maanden van strijd, waarbij de stad zwaar met artillerie beschoten werd en 400 man Spaanse bezettingstroepen en 300 andere verdedigers sneuvelden. Desondanks was de schade in de stad gering. Het stadsbestuur had gerekend op een ontzetting door troepen van Parma, maar die hoop bleek ijdel. Parma was door Filips naar Frankrijk gestuurd omdat die het redden van Frankrijk van het protestantisme nog belangrijker vond dan het neerslaan van de Opstand in de Nederlanden. Een ander teken van een toekomstig ontzet kwam van landvoogd Ernst van Oostenrijk. Hij had Pedro Henriquez de Acevedo, beter bekend als Fuentes, het bevel gegeven om de stad te ontzetten en de stad opgedragen om niet met de Staatse partij in onderhandeling te gaan. Fuentes had moeite om een leger op de been te brengen vanwege muiterij. Uiteindelijk werd de poging tot ontzet afgeblazen.
Een batterij van 60 kanonnen schoot op de verdedigingswerken van de stad. Met name de Oosterpoort moest het ontgelden. Tegelijkertijd liet Maurits een tunnel graven, waarmee de Oosterpoort ondermijnd kon worden. De stad zag geen uitweg meer, waardoor zij capituleerde. De stad en de belegeraars wilden met onderhandelingen beginnen, toen onder de burgerij opstand uitbrak. Albert Jarges (een van de vier burgemeesters van Groningen) werd door de burgerij aangewezen als nieuwe leider en het gevecht tegen de Staatsen werd weer opgepakt. Maurits liet de mijn, die ondertussen onder Oosterpoort geplaatst was, ontploffen, hetgeen 150 doden eiste. De Staatsen konden zo de Oosterpoort innemen en Jarges zag ook geen andere uitweg meer dan te onderhandelen over overgave. Maurits en Willem Lodewijk bleken bereid om bij een eventuele overgave een zeer gunstige regeling met de stad te sluiten. Feitelijk werd de stad in de reductie bevestigd in al haar oude rechten, hetgeen uiteindelijk voldoende reden was om de strijd te staken en Maurits en Willem Lodewijk met grote eer de stad te laten binnentrekken. De Spaanse troepen onder leiding van luitenant en commandant van Groningen George van Liauckema kregen een vrije aftocht met wapens en bagage.
In godsdienstig opzicht waren Maurits en Lodewijk niet zo soepel, waarmee zij afweken van de lijn die Van Oldenbarnevelt voorafgaand aan het beleg had gevolgd. Een verzoek om althans één katholieke kerk voor de eredienst open te mogen houden werd afgewezen. Na de capitulatie vertrokken alle monniken en priesters, waarvan velen al vanuit de Ommelanden naar de stad gevlucht waren, tezamen met de overlevenden van het bezettingsleger naar de zuidelijke Nederlanden. Het stadsbestuur werd gezuiverd van katholieken en de katholieke eredienst werd officieel verboden.

## Gevolgen
Voor de Republiek was de inname van Groningen een grote overwinning. Het gehele noorden van Nederland was daarmee definitief in het kamp van de Opstand gebracht. Voor Stad en Ommelanden betekende de reductie het begin van een nieuwe, opgelegde, en wat de Ommelanden betreft, niet gewilde samenwerking. In het Traktaat van Reductie was vastgelegd dat zij gezamenlijk als gewest deel zouden gaan uitmaken van de Republiek, iets waar Friesland zich tegen verzette. De huidige provincie Groningen ziet de reductie als feitelijk beginpunt van de provincie. In 1994 werd dan ook herdacht dat de provincie 400 jaar bestond.
De stad Groningen bleef zich in de eerste jaren na de reductie verzetten tegen betalingen voor de kostbare oorlogen van het Staatse leger. In 1600 werd daarom een dwangburcht voor de stad aangelegd: het Statenkasteel. Na hernieuwde Spaanse dreiging besloot het stadsbestuur om toch te betalen en zo ook krediet te verwerven voor de sloop van het Statenkasteel vanaf 1607 en uiteindelijk de aanleg van een nieuwe vesting rond de stad tussen 1614 en 1624.

## De herdenkingsmunten
In de 17e eeuw was het gebruikelijk om munten en penningen te slaan waarop een belangrijke gebeurtenis werd herdacht. De reductie van Groningen was daarop geen uitzondering.
Zo is een in Groningen zelf geslagen zilveren penning bekend met in reliëf een afbeelding van een ridder met geheven zwaard en een schild met het wapen van de stad, met in de rand de tekst: CONSULIBUS IOH: DE DREEWS. MENS: AITING. REN: BUSCH. REINH: CLINGE. Het hoofd van de ridder is met drie kleine harten omringd. Op de keerzijde staat de tekst  Groninga. Des Prinsen sweerd met Godes arm, Bragt Paap en Spanjaert in alarm, Als leugen voor het light verdween, Wiens suivre glans in Templen scheen, Een reghte vreugd voor klein en groot, Die Groningen sluit in haer schoot, Dit heeft des Heeren hand gedaen, En dese Penningen door slaen. Reducta, 1594.13.Julij, en in de rand: MONUMENTUM REDUCT: CIVIT: GRONING: CELEBRAT: A: IUBEL: 1694. 13 MENS: IUL:.
De penning werd aangeboden aan het stadsbestuur, de leden van de Statenvergadering en aan de nauw betrokkenen. Een dergelijke penning kon wel worden gedragen; soms als beloningspenning of Erepenning aan een gouden keten, maar dat is bij deze penning niet het geval geweest. De penningen werden door liefhebbers in speciaal daarvoor vervaardigde kastjes en kabinetten bewaard en dienden als aandenken.
Penningen als deze werden in de 17e, 18e en 19e eeuw ook wel gebruikt in het geschiedenisonderwijs aan jongelui uit de betere standen. Soms werden afgietsel van gips gebruikt, soms gebruikte men de medailles uit familiebezit.